# ورمیلین (داکوتای جنوبی)
ورمیلین(به انگلیسی: Vermillion) شهری در ایالت داکوتای جنوبی کشور ایالات متحده آمریکا است که جمعیت آن در سرشماری سال ۲۰۱۰ میلادی، ۱۰٬۵۷۱ نفر بوده‌است.